# Temporada 1990 del Campeonato de España de Rally
La temporada 1990 fue la edición 34.ª del Campeonato de España de Rally. Comenzó el 15 de febrero en el Rally Cataluña-Costa Brava y finalizó el 11 de noviembre en el Rally Valeo. El calendario constaba de once pruebas de las que cuatro puntuaban también para el Campeonato de Europa de Rally: Cataluña, Sierra Morena, El Corte Inglés y Valeo.

## Calendario
| N.º | Fecha              | Rally                                        | Superficie     | Series |
| --- | ------------------ | -------------------------------------------- | -------------- | ------ |
| 1   | 15-17 de febrero   | 26.º Rally Cataluña-Costa Brava              | Asfalto/tierra | ERC    |
| 2   | 17-18 de marzo     | 13.º Rally Sierra Morena - Andalucía         | Asfalto        | ERC    |
| 3   | 28-29 de abril     | 12.º Rally Ciudad de Santander Cajacantabria | Asfalto        |        |
| 4   | 18-20 de mayo      | 22.º Rally Cajalicante                       | Asfalto        |        |
| 5   | 1-3 de junio       | 14.º Rally Villa de Llanes                   | Asfalto        |        |
| 6   | 16-17 de junio     | 23.º Rallye de Ourense                       | Asfalto        |        |
| 7   | 3-5 de agosto      | 22.º Rallye Osona                            | Asfalto        |        |
| 8   | 7-9 de septiembre  | 27.º Rally Príncipe de Asturias              | Asfalto        |        |
| 9   | 20-21 de octubre   | 12.º Rally Islas Canarias                    | Asfalto        |        |
| 10  | 25-27 de octubre   | 14.º Rally El Corte Inglés                   | Asfalto        | ERC    |
| 11  | 10-11 de noviembre | 7.º Rally Valeo                              | Asfalto/tierra | ERC    |

## Equipos
| Equipo              | Vehículo                    | Piloto               | Copiloto           | Rondas            |
| Equipos oficiales   | Equipos oficiales           | Equipos oficiales    | Equipos oficiales  | Equipos oficiales |
| ------------------- | --------------------------- | -------------------- | ------------------ | ----------------- |
| Blaupunkt-BMW       | BMW M3 E30                  | Josep Bassas         | Antonio Rodríguez  | 1-11              |
| Opel Team España    | Opel Kadett GSI 16V         | Borja Moratal        | Alfredo Rodríguez  | 1-8, 10           |
| Opel Team España    | Opel Corsa A GSi            | Borja Moratal        | Antonio Boto       | 11                |
| Opel Team España    | Opel Corsa A GSi            | Luis Climent         | José Antonio Muñoz | 1-8, 10           |
| Opel Team España    | Opel Kadett GSI 16V         | Luis Climent         | José Antonio Muñoz | 11                |
| Equipos privados    |                             |                      |                    |                   |
| Jolly Club          | Lancia Delta Integrale 16V  | Jesús Puras          | José Arrarte       | 1-5, 7-11         |
| Marlboro Rally Team | Ford Sierra RS Cosworth     | Josep María Bardolet | Josep María Ferrer | 1-6               |
| Marlboro Rally Team | Ford Sierra RS Cosworth 4x4 | Josep María Bardolet | Josep María Ferrer | 7-11              |
| Marlboro Rally Team | Ford Sierra RS Cosworth     | Cele Foncueva        | Álex Romaní        | 2-11              |
|                     | Peugeot 205 Rallye          | Josep Arqué          | Oriol Vinyals      | 4-11              |
| Escudería Osona     | Peugeot 205 GTI             | Joan Anton Sasplugas | Eduard Andueza     | 1-2, 4-11         |
| Cimauto Sport       | Renault 5 GT Turbo          | Kiko Cima            | José Eguibar       | 2, 8-11           |
| Cimauto Sport       | Renault 5 GT Turbo          | Kiko Cima            | José Francisco Gil | 4-6               |

## Resultados

### Campeonato de pilotos
| Pos. | Piloto               | CAT | SMO | CAN | CAJ | VLL | OUR | OSO | PRA | CAN | ECI | VAL | Puntos |
| ---- | -------------------- | --- | --- | --- | --- | --- | --- | --- | --- | --- | --- | --- | ------ |
| 1.   | Jesús Puras          | Ret | 1   | 1   | 1   | 1   |     | 2   | 1   | 1   | Ret | Ret | 1.527  |
| 2.   | Josep Bassas         | Ret | 4   | 2   | 2   | Ret | 1   | 1   | 2   | 2   | 1   | 2   | 1.437  |
| 3.   | Borja Moratal        | Ret | 3   | Ret | 3   | 2   | 3   | 4   | 3   |     | 5   | 4   | 1.259  |
| 4.   | Josep María Bardolet | 1   | 2   | 3   | Ret | Ret | 2   | 3   | Ret | 3   |     | 1   | 1.076  |
| 5.   | Luis Climent         | 7   |     | 6   |     | 4   | 6   | 7   | 6   |     | 8   | 3   | 1.009  |
| 6.   | Cele Foncueva        |     | Ret |     | 5   | Ret | 4   | 5   | 4   | Ret | 6   | 5   | 935    |
| 7.   | Josep Arqué          |     |     |     | ?   | Ret | 9   | 11  | 7   | 8   | 16  | ?   | 764    |
| 8.   | Joan Anton Sasplugas | 10  | ?   |     | ?   | 7   | 11  | 15  | ?   | 11  | 13  | 9   | 728    |
| 9.   | Kiko Cima            |     | 8   | 8   | 9   | 5   | 8   |     | 8   | Ret | 10  | ?   | 651    |
| 10.  | Clemente Arroyo      |     |     |     |     |     |     |     |     | 23  |     |     | 633    |

### Campeonato de marcas
| Pos. | Marca   | Puntos |
| ---- | ------- | ------ |
| 1.   | Peugeot | 2.350  |
| 2.   | Opel    | 1.036  |
| 3.   | Citroën | 869    |
| 4.   | Ford    | 694    |
| 5.   | SEAT    | 529    |

### Campeonato de copiltos
| Pos. | Copiloto          | Puntos |
| ---- | ----------------- | ------ |
| 1.   | José Arrarte      | 1527   |
| 2.   | Antonio Rodríguez | 1437   |
| 3.   | Alfredo Rodríguez | 1248   |
| 4.   | José M. Ferrer    | 1076   |
| 5.   | José A. Muñoz     | 1009   |
| 6.   | Álex Romaní       | 926    |
| 7.   | Oriol Viñals      | 852    |
| 8.   | Eduard Andueza    | 728    |
| 9.   | José Ignacio Páez | 633    |
| 10.  | Manuel A. Colado  | 572    |

### Grupo N
| Pos. | Piloto                | Puntos |
| ---- | --------------------- | ------ |
| 1.   | Cele Foncueva         | 1.470  |
| 2.   | Kiko Cima             | 1.134  |
| 3.   | Joan Antoni Sasplugas | 1.106  |
| 4.   | Juan Carlos Otamendi  | 861    |
| 5.   | Sergio Vallejo        | 771    |

### Copa de Rally
| Pos. | Piloto                 | Puntos |
| ---- | ---------------------- | ------ |
| 1.   | Francesc Ambudio       | 700    |
| 2.   | «Carlos»               | 606    |
| 3.   | Germán Castrillón      | 490    |
| 4.   | Carlos Alonso-Lamberti | 455    |
| 5.   | Fernando Brizuela      | 350    |
| 6.   | «Peitos»               | 309    |
| 7.   | Luis F. Monzón         | 270    |
| 8.   | Evangelino Otero       | 270    |
| 9.   | Juan M. Arenillas      | 216    |
| 10.  | José Herrera           | 211    |

### Challenge Citroën rallyes
| Pos. | Piloto                    | Puntos |
| ---- | ------------------------- | ------ |
| 1.   | Metodio Ferradas Nogueira | 468    |
| 2.   | A. Martos Guerra          | 407    |
| 3.   | Roland Holke              | 279    |
| 4.   | J. A. González Olañeta    | 230    |
| 5.   | C. Iglesias Faro          | 228    |
| 6.   | J. A. Caballero Muñoz     | 220    |
| 7.   | F. Maroto Granizo         | 220    |
| 8.   | L. C. Alonso Carrera      | 210    |
| 9.   | J. Bellmunt Andreu        | 150    |
| 10.  | J. Fullana Estela         | 138    |

### Desafío Peugeot
| Pos. | Piloto               | Puntos |
| ---- | -------------------- | ------ |
| 1.   | Josep Arqué          | 438    |
| 2.   | Joan Anton Sasplugas | 427    |
| 3.   | Clemente Arroyo      | 357    |
| 4.   | Sergio Vallejo       | 282    |
| 5.   | Iñigo Lilly          | 238    |
| 6.   | Capi Saiz            | 180    |
| 7.   | Ildefonso García     | 148    |
| 8.   | Juan Rueda           | 103    |
| 9.   | J. Alonso Lombardía  | 101    |
| 10.  | Oriol Gómez          | 93     |

### Copa Nacional Renault de rallies
| Pos. | Piloto                  | Puntos |
| ---- | ----------------------- | ------ |
| 1.   | Kiko Cima               | 1062   |
| 2.   | Evangelino Otero        | 555    |
| 3.   | Fernando González       | 382    |
| 4.   | Félix Álvarez           | 263    |
| 5.   | Miguel Ángel Valero     | 141    |
| 6.   | Antonio Ramos Gallego   | 114    |
| 7.   | María Bateti Ventura    | 105    |
| 8.   | César Fernando Mas      | 91     |
| 9.   | Luis González Caridad   | 52     |
| 10.  | Gabriel Urgelli         | 43     |
| 11.  | Carlos Fernández Oronoz | 38     |
| 12.  | José Luis Álvarez       | 34     |